# Polonia en los Juegos Olímpicos de México 1968
Polonia estuvo representada en los Juegos Olímpicos de México 1968 por un total de 177 deportistas que compitieron en 16 deportes.  
El portador de la bandera en la ceremonia de apertura fue el halterófilo Waldemar Baszanowski.

## Medallistas
El equipo olímpico polaco obtuvo las siguientes medallas:
| Nombre                                                                                  | Deporte           | Competición                    |
| --------------------------------------------------------------------------------------- | ----------------- | ------------------------------ |
| Oro                                                                                     |                   |                                |
| Irena Szewińska                                                                         | Atletismo         | 200 m F                        |
| Jerzy Kulej                                                                             | Boxeo             | Superligero (63,5 kg) M        |
| Jerzy Pawłowski                                                                         | Esgrima           | Sable ind. M                   |
| Waldemar Baszanowski                                                                    | Halterofilia      | 67,5 kg M                      |
| Józef Zapędzki                                                                          | Tiro              | Pistola rápide de fuego 25 m M |
| Plata                                                                                   |                   |                                |
| Artur Olech                                                                             | Boxeo             | Mosca (48 kg) M                |
| Józef Grudzień                                                                          | Boxeo             | Ligero (60 kg) M               |
| Bronce                                                                                  |                   |                                |
| Irena Szewińska                                                                         | Atletismo         | 100 m F                        |
| Hubert Skrzypczak                                                                       | Boxeo             | Mosca (48 kg) M                |
| Stanisław Dragan                                                                        | Boxeo             | Semipesado (81 kg) M           |
| Janusz Kierzkowski                                                                      | Ciclismo en pista | 1000 m contrarreloj M          |
| Zbigniew Skrudlik Witold Woyda Egon Franke Adam Lisewski Ryszard Parulski               | Esgrima           | Florete por eqs. M             |
| Henryk Nielaba Bohdan Gonsior Michał Butkiewicz Bohdan Andrzejewski Kazimierz Barburski | Esgrima           | Espada por eqs. M              |
| Henryk Trębicki                                                                         | Halterofilia      | 56 kg M                        |
| Marian Zieliński                                                                        | Halterofilia      | 67,5 kg M                      |
| Norbert Ozimek                                                                          | Halterofilia      | 82,5 kg M                      |
| Marek Gołąb                                                                             | Halterofilia      | 90 kg M                        |
| Equipo                                                                                  | Voleibol          | Torneo F                       |